# Trật tự của sự vật
Trật tự của cuộc sống: Khảo cổ học về khoa học nhân văn (tiếng Pháp: Les mots et les choses: Une archéologie des sciences humaines) là một cuốn sách xuất bản năm 1966 của triết gia người Pháp Michel Foucault. Nó được dịch sang tiếng Anh và được xuất bản bởi Pantheon Books vào năm 1970. (Foucault đã muốn sử dụng tựa đề L'Ordre des choses cho bản gốc tiếng Pháp, nhưng đã thay đổi tiêu đề bởi vì nó đã được sử dụng bởi công trình của hai nhà cấu trúc luận được công bố ngay trước tác phẩm của Foucault).
Foucault nỗ lực khai quật nguồn gốc của khoa học nhân văn, vốn có nguồn gốc từ "cuộc sống, lao động và ngôn ngữ", đó là: sinh học, kinh tế và ngôn ngữ học. Cuốn sách mở đầu bằng một cuộc thảo luận nối dài về bức tranh Las Meninas của Diego Velázquez và sự sắp xếp phức tạp của nó về tầm nhìn, sự ẩn giấu và diện mạo. Sau đó, cuốn sách phát triển yêu sách trung tâm của mình: rằng tất cả các giai đoạn lịch sử đều có những giả định nhận thức luận ngầm xác định những gì được chấp nhận, ví dụ như, diễn ngôn khoa học.
Foucault phát triển khái niệm về nhận thức, và lập luận rằng những điều kiện của diễn ngôn thay đổi theo thời gian, từ nhận thức luận của thời kỳ này sang nhận thức luận của thời kỳ khác. Foucault cho thấy sự tương đồng trong việc phát triển ba lĩnh vực: ngôn ngữ học, sinh học và kinh tế.

## Khái niệm về khung nhận thức
Khái niệm chính của cuốn sách là các giai đoạn lịch sử khác nhau đã được đặc trưng bởi một số điều kiện nhất định của sự thật hoặc diễn ngôn, đó là những điều kiện chung cho các lĩnh vực kiến thức khác nhau và xác định những gì có thể hoặc có thể chấp nhận để khẳng định, và những điều này thay đổi theo thời gian. Foucault phân tích sự thay đổi trong mô hình tư tưởng giữa thời kỳ cổ điển và hiện đại:
- Về ngôn ngữ: từ ngữ pháp chung đến ngôn ngữ học
- Đối với các sinh vật sống: từ lịch sử tự nhiên đến sinh học
- Về tiền bạc: từ khoa học về sự giàu có đến kinh tế.

Foucault tham khảo ba khung nhận thức:
1. Khung nhận thức của thời Phục hưng, được đặc trưng bởi sự tương đồng và sự giống nhau
2. Khung nhận thức cổ điển, được đặc trưng bởi sự đại diện, trật tự, bản sắc và sự khác biệt, dẫn đến phạm trù hóa và phân loại
3. Khung nhận thức hiện đại, cái mà Foucault tìm cách khám phá.

Trong khung nhận thức cổ điển, Foucault tuyên bố rằng khái niệm "con người" chưa được xác định; chắc chắn con người đã được nói đến, nhưng không phải là đối tượng của một ý thức mang tính nhận thức luận rõ ràng.

## Ảnh hưởng
Phê bình của Foucault đã có ảnh hưởng trong lĩnh vực lịch sử văn hóa. Những thay đổi khác nhau trong ý thức mà ông chỉ ra trong các chương đầu tiên của cuốn sách đã khiến một số học giả, như Theodore Porter, nghiên cứu kỹ các cơ sở tri thức trong thời đại ngày nay của chúng ta cũng như phê phán việc trình bày các phạm trù hiện đại của nhận thức về các chủ đề mà về bản chất không thể hiểu được, bất chấp kiến thức lịch sử.
Trật tự của sự vật đã đưa Foucault trở nên nổi bật với vai trò của một nhà trí thức Pháp. Jean-Paul Sartre đã có một đánh giá tấn công Foucault như "rào chắn cuối cùng của giai cấp tư sản ". Foucault trả lời: "Tội nghiệp giai cấp tư sản; Nếu họ cần tôi như một 'rào chắn', thì họ rõ ràng đã mất quyền lực!" 
Jean Piaget, trong Chủ nghĩa cấu trúc, đã so sánh khung nhận thức của Foucault với khái niệm về hệ hình của Thomas Kuhn.